# Consistoire Constantine

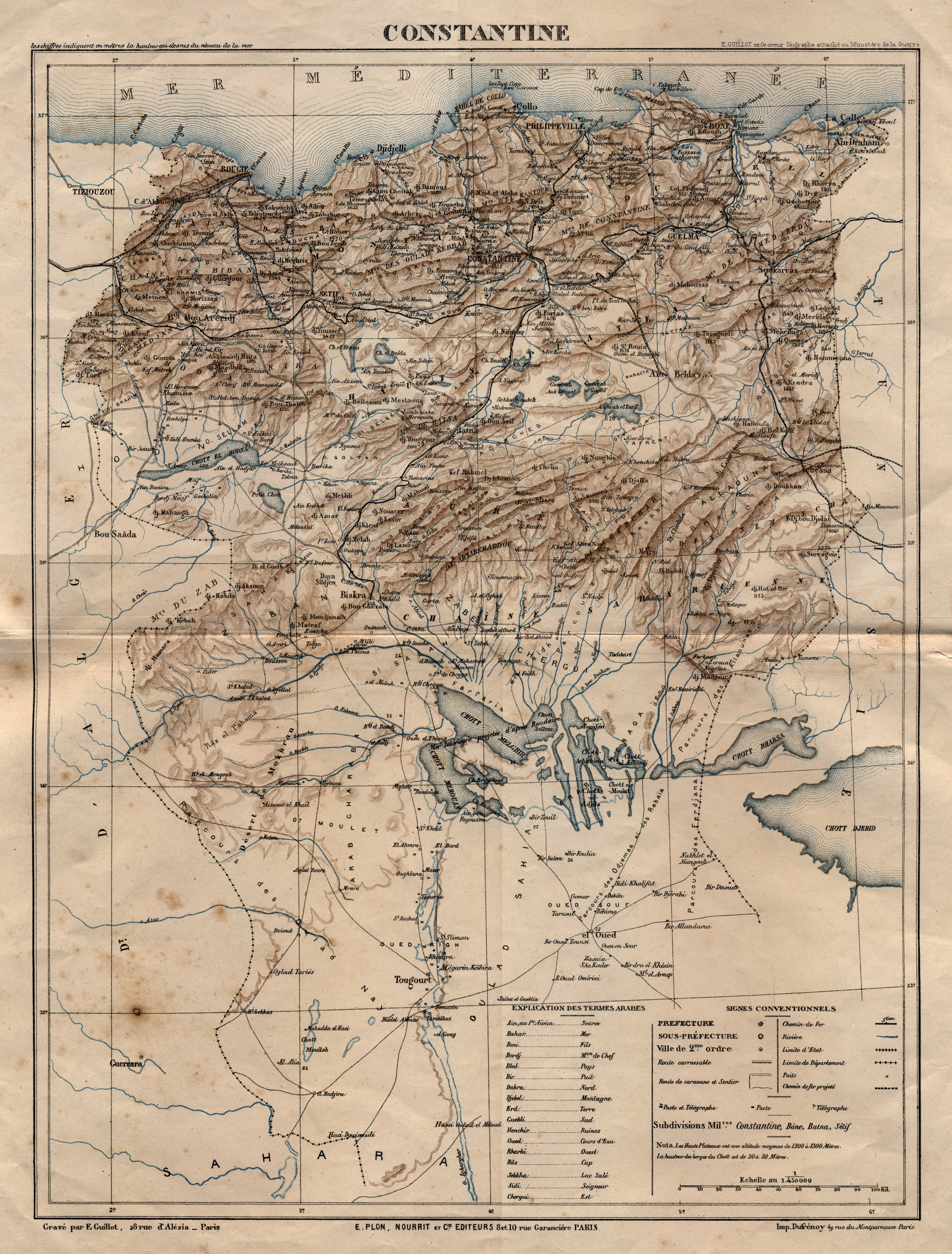
Karte des Départements Constantine

Das Consistoire Constantine, mit Sitz in der algerischen Stadt Constantine, war eine halbstaatliche Einrichtung zur Organisation der jüdischen Religion im französisch beherrschten Algerien. Es wurde 1845 als ein Consistoire provincial, das dem Consistoire central algérien unterstellt wurde, geschaffen. Für das französische Kolonialgebiet Algerien wurde damit das Judentum wie bereits seit 1808 für das französische Festland (siehe Consistoire central israélite) organisiert. 

## Geschichte
Dem Consistoire central algérien unterstand ebenfalls das gleichzeitig geschaffene Consistoire Oran. Im Jahr 1867 wurden diese drei algerischen Konsistorien (Algier, Constantine und Oran) dem französischen Mutterland angeschlossen, d. h. wie alle regionalen Konsistorien dem Consistoire central israélite unterstellt. 

## Aufgaben
Die Konsistorien, die einen halbstaatlichen Status erhielten, sollten nach protestantischem Vorbild die inneren Angelegenheiten der jüdischen Glaubensgemeinschaft regeln. Das Konsistorium hatte den Kultus zu verwalten, die Juden zur Ausübung nützlicher Berufe anzuhalten und den Behörden die jüdischen Rekruten zu benennen.
In der dreigliedrigen hierarchischen Struktur stand oben das Consistoire central israélite (Zentrale Konsistorium) in Paris, dem die regionalen Konsistorien (Consistoires régionaux) unterstanden, und diesen waren die einzelnen jüdischen Gemeinden (communautés juives) untergeordnet. Die Konsistorien hatten die Aufgabe, die Religionsausübung innerhalb der staatlichen Gesetze zu überwachen und die Steuern festzulegen und einzuziehen, damit die Organe der jüdischen Konfession ihre Ausgaben bestreiten konnten.
Mit dem 1905 in Kraft getretenen Gesetz zur Trennung von Kirche und Staat endete die Zeit der Konsistorien. Die jüdischen Gemeinden mussten sich nun als Vereinigungen (associations) konstituieren und ohne staatliche Zuwendungen auskommen.

## Mitglieder
Jedes regionale Konsistorium besaß einen Großrabbiner und vier Laienmitglieder, die von den jüdischen Notabeln der angeschlossenen Gemeinden gewählt wurden.

## Jüdische Gemeinden
Das Consistoire Constantine hatte im Jahr 1855 ungefähr 4.500 Mitglieder. Im Jahr 1875 waren folgende Gemeinden dem Konsistorium angeschlossen: 
- Jüdische Gemeinde Constantine
- Jüdische Gemeinde Aïn Beïda
- Jüdische Gemeinde Batna
- Jüdische Gemeinde Bône (heute Annaba)
- Jüdische Gemeinde Bougie (heute Bejaia)
- Jüdische Gemeinde Bordj Bou Arreridj
- Jüdische Gemeinde La Calle
- Jüdische Gemeinde Guelma
- Jüdische Gemeinde Jemmappes
- Jüdische Gemeinde Philippeville (heute Skikda)
- Jüdische Gemeinde Sétif
- Jüdische Gemeinde Souq Ahras
- Jüdische Gemeinde Tebessa